# San Rafael, Catemaco
San Rafael är en ort i Mexiko.   Den ligger i kommunen Catemaco och delstaten Veracruz, i den sydöstra delen av landet, 400 km öster om huvudstaden Mexico City. San Rafael ligger 279 meter över havet och antalet invånare är 104.
Terrängen runt San Rafael är kuperad österut, men västerut är den platt. Runt San Rafael är det ganska tätbefolkat, med 80 invånare per kvadratkilometer. Närmaste större samhälle är Catemaco, 10,5 km väster om San Rafael. Trakten runt San Rafael består till största delen av jordbruksmark.